# Wieloznaczność wypowiedzi
Zasugerowano, aby zintegrować ten artykuł z artykułem wypowiedzi wieloznaczne (dyskusja). Nie opisano powodu propozycji integracji.
Wieloznaczność wypowiedzi – nazwa klasy błędów logiczno-językowych, która podzielona może być następująco: na wieloznaczność potencjalną (która sama w sobie błędem nie jest) i na wieloznaczność aktualną (wieloznaczność właściwą), którą tworzą podklasy: wieloznaczności kontekstu (gł. amfibologia, wieloznaczność spowodowana wadliwym użyciem wyrażenia potencjalnie wieloznacznego, niedopowiedzenie) i wieloznaczności w kontekście (gł. ekwiwokacja).